# Groupe d'armées de l'Est
Le Groupe d'armées de l'Est, en abrégé G.A.E., est un groupe d'armées de l'Armée française pendant la Première Guerre mondiale.

## Historique
La mise en place du Groupe d'armées de l'Est, en abrégé G.A.E., est décidée en juin 1915. Le général Dubail en reçoit le commandement lors de sa création.

## Commandement
- Général Dubail (1er juillet 1915 - 31 mars 1916)
- Général Franchet d'Espèrey (31 mars 1916 - 27 décembre 1916)
- Général de Castelnau (27 décembre 1916 - décembre 1918)

## Composition

### Situation en juillet 1915[1]
Le 1er juillet 1915, du nord au sud, le G.A.E., commandé par le général Dubail se compose des :
- 3e armée (général Sarrail)
- Détachement d'armée de Lorraine (DAL) (général Humbert)
- 7e armée (général de Maud'huy)

### Situation en février 1917[1]
Le 15 février 1917, de l'ouest à l'est, le G.A.E., commandé par le général de Castelnau se compose des :
- 8e armée (général Gérard)
- 7e armée (général Debeney)

### Situation en mai 1918[2]
Le 25 mai 1918, de l'ouest à l'est, le G.A.E., commandé par le général de Castelnau se compose des :
- 2e armée (général Hirschauer)
- 8e armée (général Gérard)
- 7e armée (général de Boissoudy)